# İyi Parti
Die İyi Parti (Kurzbezeichnung: İYİ; türkisch für „Gute Partei“) ist eine nationalkonservativ bis nationalistische, säkulare, laizistisch-kemalistisch ausgerichtete Partei in der Türkei. Die Partei sieht sich als Alternative zu den (aktuell) beiden „großen Parteien“ rechts der Mitte, der regierenden islamisch-konservativen Adalet ve Kalkınma Partisi (AKP) und der rechtsextremen Milliyetçi Hareket Partisi (MHP). Zum Kern der Parteigründer gehören vor allem ehemalige MHP-Mitglieder, die sich im Zuge des Verfassungsreferendums 2017 der Parteilinie entgegengestellt haben bzw. mit der Ausrichtung der Partei unzufrieden sind und nun eine neue nationalistische und kemalistische Partei anstreben.
Die Partei wurde im Oktober 2017 gegründet und ist mit 36 Abgeordneten im Parlament vertreten (Stand: 21. September 2021). Sie fungiert als Schwesterpartei der Demokrat Parti (DP). Zwei Abgeordnete letzterer wurden über die Liste der İYİ ins Parlament gewählt.
Im Jahr 2018 befindet sich die Partei in einem Wahlbündnis mit der CHP, der Gelecek Partisi, der Demokrasi ve Atılım Partisi, der Demokrat Parti und der Saadet Partisi (Bündnis der Nation). Am 25. Juni gab Akşener bekannt, sich von dem Bündnis der Nation zu trennen.

## Gründung
Die Partei wurde am 25. Oktober 2017 in Ankara unter dem Motto „Die Türkei wird gut“ („Türkiye iyi olacak“) gegründet. Als Initiatorin gilt Meral Akşener, die 2016 für den Vorsitz der MHP kandidierte, jedoch im selben Jahr aus der Partei ausgeschlossen wurde. Im Zuge des Referendums 2017 machte sie sich für ein „Nein“ stark und tourte mit ihrem Slogan „80 Millionen mal Nein“ (80 Milyon kere Hayır) durch das Land, um ihr Anliegen zu erklären. Auch andere oppositionelle MHP-Mitglieder wie Koray Aydın, Yusuf Halaçoğlu oder Ümit Özdağ bemühten sich um einen Parteivorsitz (bzw. zumindest für eine Neuwahl dieses Postens) und warben für ein „Nein“. Auch ihnen wurde die Parteimitgliedschaft entzogen. Sie sind drei der Co-Initiatoren und gelten als weitere zentrale Personen der Parteigründung. Zu den Gründungsmitgliedern gehören neben MHP-Politikern auch Politiker aus der Wohlfahrtspartei (RP), der Mutterlandspartei (ANAP), der Demokratischen Linkspartei (DSP) und Akşeners ehemaliger Partei des Rechten Weges (DYP). Der Generalsekretär der Partei, Aytun Çıray, war zuvor Mitglied der Republikanischen Volkspartei (CHP).

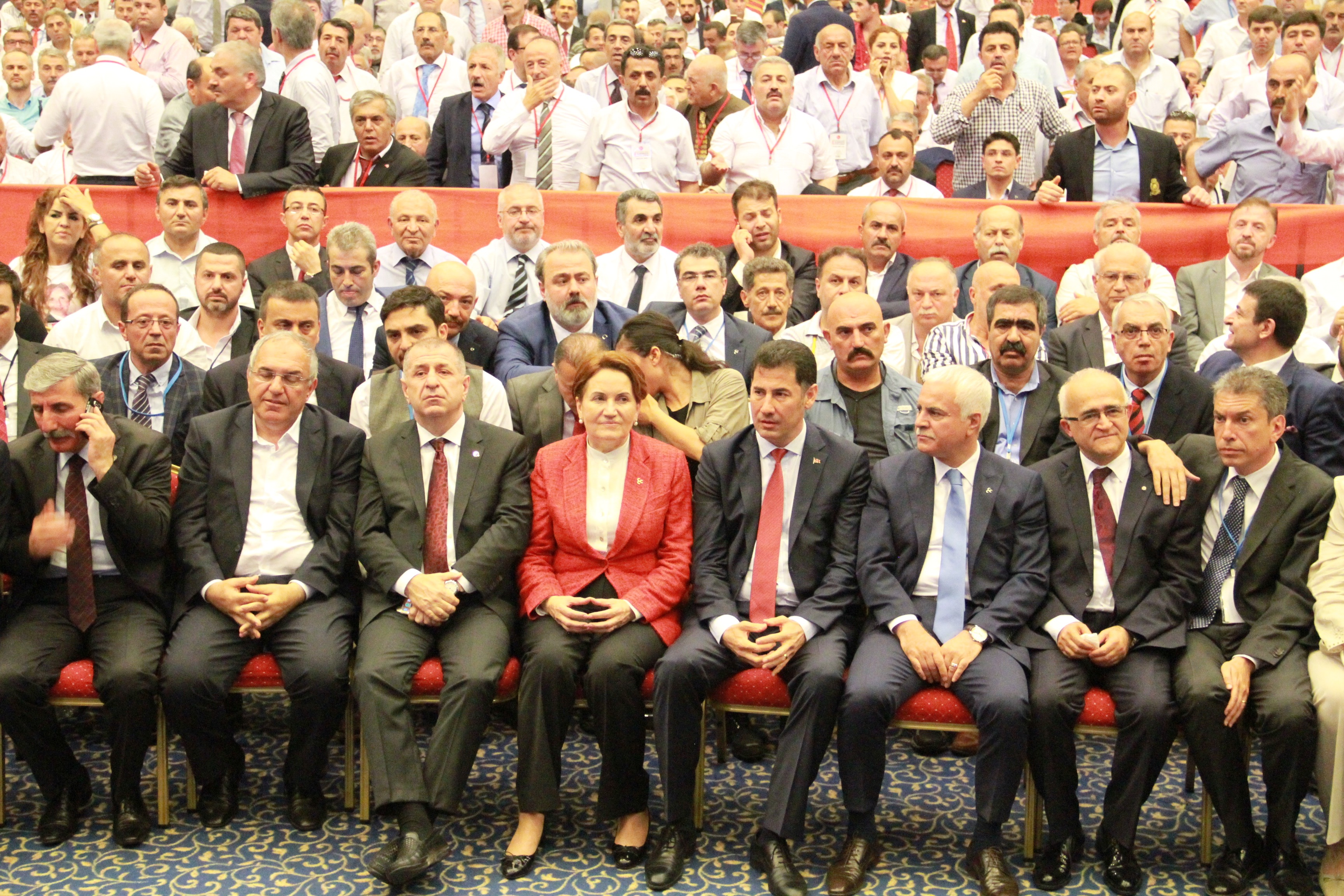
Akşener und andere MHP-Politiker bei einer außerordentlichen Versammlung

Bereits vor dem Referendum waren Gerüchte um eine mögliche Parteigründung Akşeners im Umlauf, die sich um die Zeit des 16. Aprils 2017 verdichteten. Nach dem Referendum, das die Parteigründer stark kritisieren und als manipuliert bezeichnen, begannen die Arbeiten zur Gründung der Partei.
Durch einen Transfer von 15 Parlamentsabgeordneten der Republikanischen Volkspartei (CHP) an die İyi Parti stieg die Anzahl der Parlamentssitze von 5 auf 20. Dies war Gegenstand einer Vereinbarung zwischen CHP und İYİ, damit İYİ Fraktionsstatus im Parlament erlangt und ihre Teilnahme an den vorgezogenen Neuwahlen im Juni 2018 sichergestellt wird. Sie kehrten am 10. Mai 2018 zu ihrer Partei zurück.
Der Parteiname bzw. das Parteilogo soll neben der Bedeutung „gut“ auch auf die Fahne des Kayı-Stammes der Oghusen anspielen.
Im Sommer 2021 kam es zum Bruch der Parteiführung mit Ümit Özdağ, der daraufhin am 26. August 2021 die Zafer Partisi gründete und zu deren Vorsitzenden gewählt wurde.

## Wählerschaft
Die Partei soll für unzufriedene Wähler der regierenden Partei für Gerechtigkeit und Aufschwung (AKP) und der Partei der Nationalistischen Bewegung (MHP) eine Alternative darstellen, wobei Letztere als Oppositionspartei unter Devlet Bahçeli Erdoğans Politik weitgehend kritiklos mitgetragen hatte. Grundsätzlich sollen nationalistisch denkende Menschen von dieser Partei angesprochen werden, die in der Türkei als „mitte-rechts“ (türkisch merkez sağ) bezeichnet werden. Auch viele Anhänger der nationalistischen Grauen Wölfe wählen die İyi Parti. Meral Akşener wird in Anlehnung an ihre Führungsposition bei den Grauen Wölfen auch Asena, der Name der Wölfin in der türkischen Mythologie, genannt. Jedoch kommen hierzu genauso Wähler der Republikanischen Volkspartei (CHP), da die Partei Patrioten „sowohl auf der Linken wie auch auf der Rechten“ als Wähler gewinnen wolle, wie Ümit Özdağ in einem Interview bekannt gab.

## Politisches Programm
Die Partei soll ähnlich der DYP des vergangenen Jahrhunderts eher konservativ und vor allem nationalistisch agieren. Das Präsidialsystem, das mit den Präsidentschafts- und Parlamentswahlen 2018 in Kraft trat, soll wieder abgeschafft und durch das Parlamentarische Regierungssystem ersetzt werden. Der Präsidentenpalast soll in eine Universität umgewandelt werden und die Bildungspolitik, die vor allem Kinder und Jugendliche aus Anatolien benachteilige, in dieser Hinsicht geändert werden. Hierbei sollen die Aufnahmeprüfungen für Mittel- und Hochschulen geändert und die Grundbildungszeit von sieben auf elf Jahre erhöht werden. Die Maßnahmen nach dem Putschversuch 2016 kritisieren die Parteigründer, die Erdoğan und die AKP als Ursache für eine Infiltrierung des Staates durch die Gülen-Bewegung sehen. Akşener ist es persönlich wichtig, Mädchen und Frauen gesellschaftliche und politische Hindernisse aus dem Weg zu räumen. Des Weiteren sollen den Aleviten, den Anhängern der zweitgrößten Glaubensgemeinschaft des Landes, mehr Rechte eingeräumt werden, was allerdings viele Parteien immer wieder versprechen. 

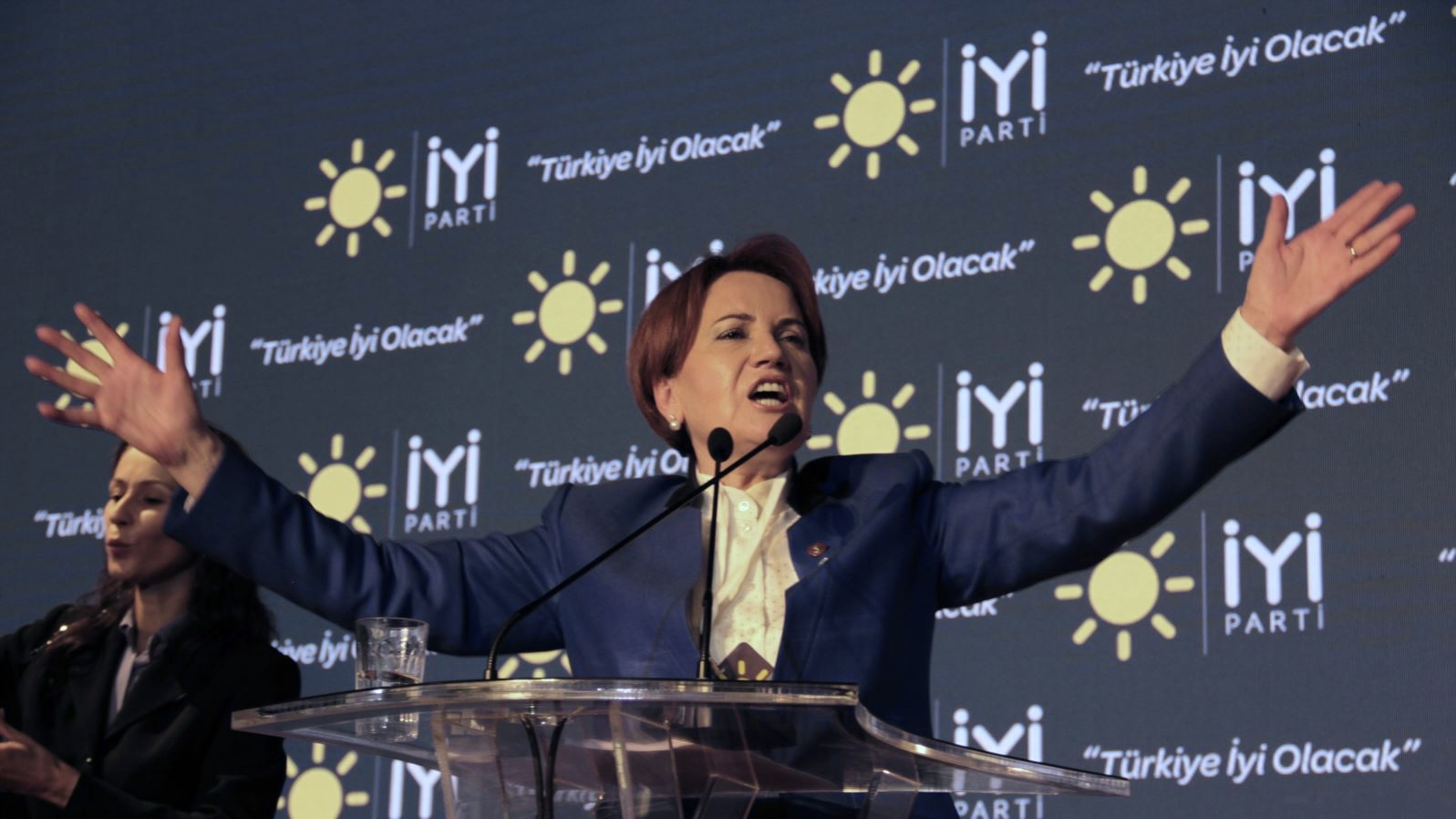
Akşener beim ersten Parteikongress

Im Rahmen der Gründung wurden den Parteimitgliedern folgende Ziele der Partei mitgeteilt:
- Zum Parlamentarischen Regierungssystem zurückkehren (innerhalb eines Jahres)
- Die Türkei zu einer der zehn größten Volkswirtschaften entwickeln
- Das durchschnittliche Einkommen auf 14 500 $ erhöhen (innerhalb von fünf Jahren)
- Die durchschnittliche Bildungszeit auf elf Jahre erhöhen
- Den Alphabetisierungsgrad der unter 40-jährigen Frauen auf 100 % erhöhen (innerhalb von fünf Jahren)
- Die Türkei in puncto Vermögensverteilung in die Top 40 der Welt bringen (innerhalb einer Legislaturperiode)
- Ein demokratisches Parteiengesetz einführen
- 150 000 ha Aufforstung im Jahr (+ Erosionskontrolle)
- Die Türkei zu einem der 20 besten Länder der PISA-Studien entwickeln
- Die Arbeitslosigkeit auf unter 8 % senken (innerhalb von fünf Jahren)

## Wahlergebnisse

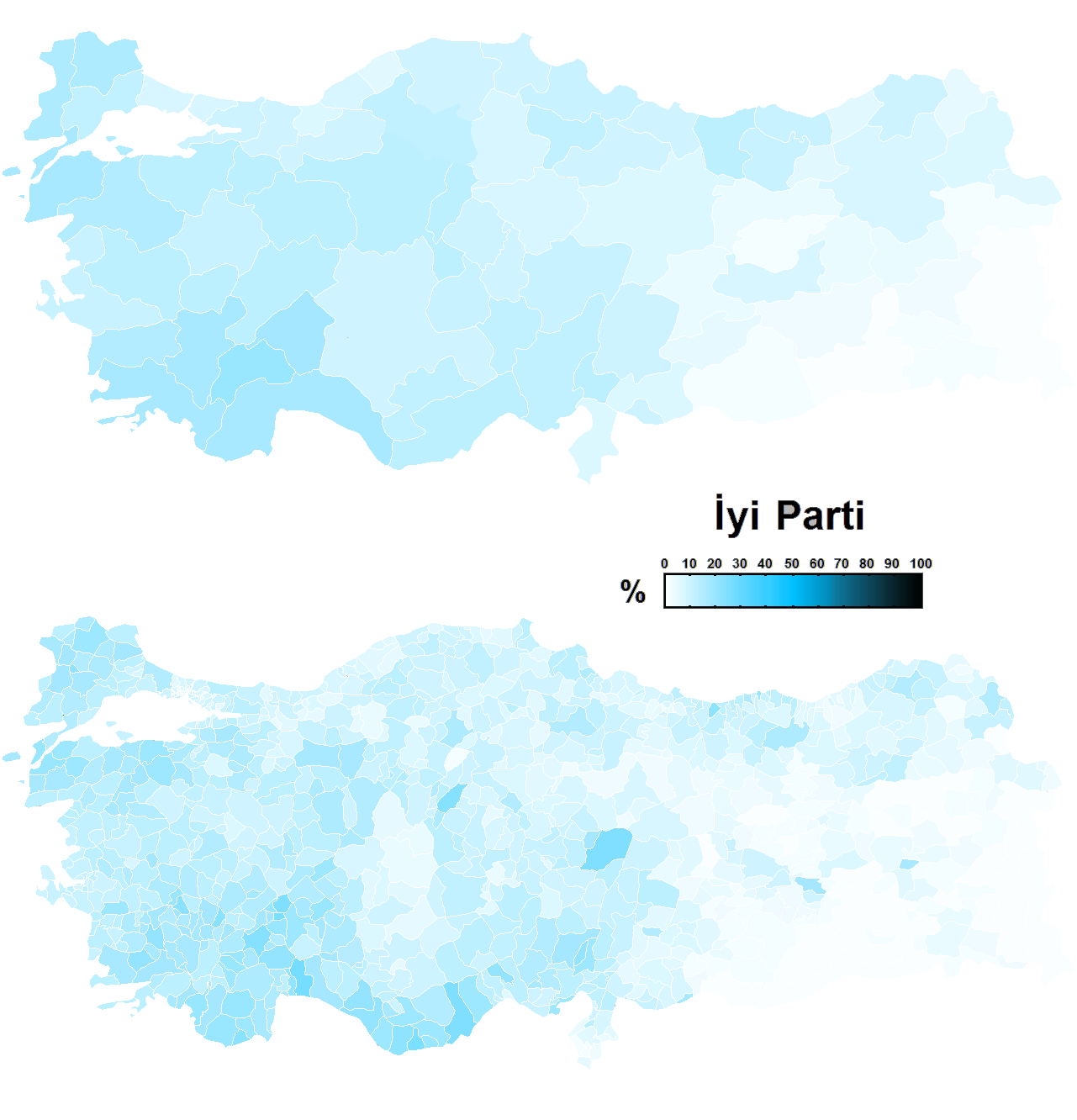
Stimmenanteile bei der Parlamentswahl 2018 (nach Provinzen)

### Parlamentswahlen
| Jahr | Stimmen total | Stimmen in % | Sitze im Parlament |
| ---- | ------------- | ------------ | ------------------ |
| 2018 | 4.990.710     | 9,96 %       | 43                 |
| 2023 | 5.272.482     | 9,69 %       | 43                 |

### Präsidentschaftswahlen
| Jahr | Stimmen total | Stimmen in % | KandidatIn    |
| ---- | ------------- | ------------ | ------------- |
| 2018 | 3,649,030     | 7,29         | Meral Akşener |

## Parteivorstand

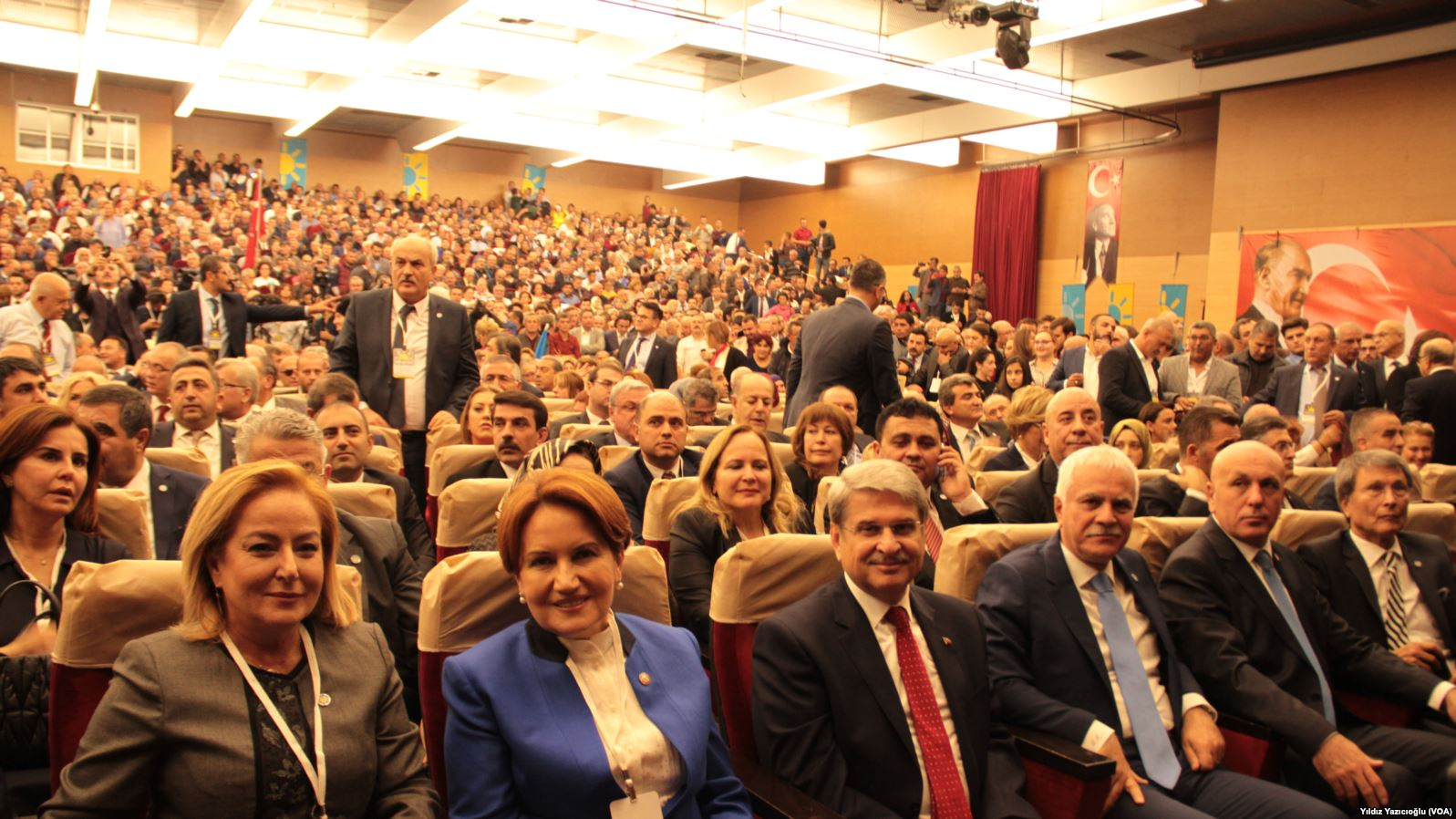
Teil des Parteivorstandes (vorderste Reihe)

| #  | Name               | Position                                                                                |
| -- | ------------------ | --------------------------------------------------------------------------------------- |
| 1  | Müsavat Dervişoğlu | Parteivorsitzender                                                                      |
| 2  | Aytun Çıray        | Generalsekretär, Parteisprecher                                                         |
| 3  | Hayrettin Nuhoğlu  | Schatzmeister                                                                           |
| 4  | Koray Aydın        | Stellvertretender Parteivorsitzender (verantwortlich für die Parteistruktur)            |
| 5  | İsmail Koncuk      | Stellvertretender Parteivorsitzender (verantwortlich für Rechtsfragen und Wahlen)       |
| 6  | Kazım Ataoğlu      | Stellvertretender Parteivorsitzende (verantwortlich für Parlamentsangelegenheiten)      |
| 7  | Aydın Adnan Sezgin | Stellvertretender Parteivorsitzende (verantwortlich für Internationales)                |
| 8  | Şenol Bal          | Stellvertretende Parteivorsitzende (verantwortlich für Forschung und Entwicklung)       |
| 9  | Müsavat Dervişoğlu | Stellvertretender Parteivorsitzender (verantwortlich für Lokales)                       |
| 10 | N.N.               | Stellvertretender Parteivorsitzender (verantwortlich für Medien und Wahlwerbung)        |
| 11 | Berna Sukas        | Stellvertretende Parteivorsitzende (verantwortlich für Sozialpolitik)                   |
| 12 | Mehmet Kavuncu     | Stellv. Parteivorsitzender (verantwortlich für Wissenschaft, Industrie und Technologie) |
| 13 | Ahmet Yücel        | Stellvertretender Parteivorsitzender (verantwortlich für Zivilgesellschaftliches)       |
| 14 | Fatih Mehmet Şeker | Stellvertretender Parteivorsitzender (verantwortlich für Bildung, Kultur und Kunst)     |